# Taygeté
Taygeté (latinsky Taygete) je v řecké mytologii jednou z sedmi Plejád.
Jejím otcem byl Titán Atlás, matkou Aithra, dcera Titána Ókeana a jeho manželky a sestry Téthye, v jiné verzi se uvádí matka Pléiona.
Taygeté byla jistě krásná, proto se o ni usilovně ucházel nejvyšší bůh Zeus. Taygeté mu unikala, ale nakonec ji před Diovým naléháním chtěla zachránit bohyně Artemis tím, že dívku proměnila v psa. Ani to však Dia neodradilo a Taygeté se zmocnil. Porodila syna Lakedaimóna a pak se oběsila na vrcholku hory Amyklaios, kterou později pojmenovali jejím jménem.
Lakedaimón se stal králem, své království pojmenoval Lakedaimón a založil v něm hlavní město, kterému dal jméno své manželky Sparta. Nástupci krále byli Amyklás - Periérés - Tyndareós - Meneláos.

## Zlatorohá laň
Sama Artemis, do jejíž družiny Taygeté patřila, ji proměnila ve zlatorohou laň: Byla opakovaně lovena a předkládána Artemidě jako oběť. Lovil ji i Herkules. Přesto měla rodinu a děti.